# Communauté de communes du Pays de Luxeuil
Die Communauté de communes du Pays de Luxeuil ist ein französischer Gemeindeverband mit der Rechtsform einer Communauté de communes im Département Haute-Saône in der Region Bourgogne-Franche-Comté. Sie wurde am 15. November 2001 gegründet und umfasst aktuell 15 Gemeinden. Der Verwaltungssitz befindet sich im Ort Luxeuil.

## Historische Entwicklung
Mit Wirkung vom 1. Januar 2019 gingen die ehemaligen Gemeinden Fougerolles (vormals Communauté de communes de la Haute Comté) und Saint-Valbert  in die Commune nouvelle Fougerolles-Saint-Valbert (Communauté de communes de la Haute Comté) auf. Dadurch verringerten sich Einwohnerzahl und Gesamtfläche des Verbands sowie die Anzahl der Mitgliedsgemeinden auf 15.

## Mitgliedsgemeinden
| Gemeinde                                  | Einwohner 1. Januar 2022 | Fläche km² | Dichte Einw./km² | Code INSEE | Postleitzahl |
| ----------------------------------------- | ------------------------ | ---------- | ---------------- | ---------- | ------------ |
| Baudoncourt                               | 484                      | 7,57       | 64               | 70055      | 70300        |
| Breuches                                  | 643                      | 9,12       | 71               | 70093      | 70300        |
| Breuchotte                                | 301                      | 4,37       | 69               | 70094      | 70280        |
| Brotte-lès-Luxeuil                        | 198                      | 6,87       | 29               | 70098      | 70300        |
| Esboz-Brest                               | 448                      | 9,69       | 46               | 70216      | 70300        |
| Froideconche                              | 1.974                    | 16,04      | 123              | 70258      | 70300        |
| La Chapelle-lès-Luxeuil                   | 382                      | 7,69       | 50               | 70128      | 70300        |
| La Corbière                               | 110                      | 3,15       | 35               | 70172      | 70300        |
| Luxeuil-les-Bains                         | 6.674                    | 21,81      | 306              | 70311      | 70300        |
| Magnivray                                 | 164                      | 4,76       | 34               | 70314      | 70300        |
| Ormoiche                                  | 68                       | 5,72       | 12               | 70398      | 70300        |
| Raddon-et-Chapendu                        | 852                      | 12,50      | 68               | 70435      | 70280        |
| Saint-Bresson                             | 420                      | 26,60      | 16               | 70460      | 70280        |
| Saint-Sauveur                             | 1.929                    | 12,02      | 160              | 70473      | 70300        |
| Sainte-Marie-en-Chanois                   | 209                      | 4,79       | 44               | 70469      | 70310        |
| Communauté de communes du Pays de Luxeuil | 14.856                   | 152,70     | 97               | –          | –            |